# Josef Ofner (Politiker)
Josef Ofner (* 9. April 1979 in Friesach in Kärnten) ist ein österreichischer Politiker der Freiheitlichen Partei Österreichs (FPÖ), zuvor Bündnis Zukunft Österreich (BZÖ). Seit 2009 ist er Bürgermeister von Hüttenberg. Von April 2018 bis April 2023 war er vom Kärntner Landtag entsandtes Mitglied des Bundesrates, seit April 2023 ist er Abgeordneter zum Kärntner Landtag.

## Leben

### Ausbildung und Beruf
Ofner besuchte nach der Volksschule in Knappenberg und der Hauptschule in Hüttenberg die Handelsakademie in Althofen. Er erlernte die Instrumente Klarinette, Querflöte und Saxophon und war nach dem Präsenzdienst von 1999 bis 2004 Militärmusiker bei der Militärmusik Kärnten. Anschließend wechselte er in die Kulturabteilung ins Amt der Kärntner Landesregierung. In dieser Zeit leitete er sechs Blasorchestervorschulen sowie die Kapellmeisterausbildung im Fach Dirigieren an den Musikschulen im Bezirk St. Veit an der Glan. 2007 wurde er Geschäftsführer der Carinthischen Musikakademie GmbH. Von 2013 bis 2017 war er als Versicherungsfachmann für die Merkur Versicherung tätig. Seit 2021 betreibt er ein Fernstudium Professional MBA General Management an der Donau-Universität Krems.

### Politik
Josef Ofner gehörte von 2003 bis 2009 dem Gemeinderat der Marktgemeinde Hüttenberg. Bei den Gemeinderats- und Bürgermeisterwahlen in Kärnten 2009 kandidierte er für das Bündnis Zukunft Österreich, die Bürgermeisterwahl gegen den bisherigen Bürgermeister von Hüttenberg, Rudolf Schratter (SPÖ), konnte er mit 55,32 Prozent der Stimmen für sich entscheiden. Seit 2010 ist er FPÖ-Bezirksparteiobmann-Stellvertreter im Bezirk Sankt Veit an der Glan, seit 2016 Landesparteiobmann-Stellvertreter der FPÖ Kärnten und seit 2017 Mitglied der FPÖ-Bundesparteileitung.
Ab 2018 war er Landesparteisekretär der FPÖ Kärnten. Nach der Landtagswahl in Kärnten 2018 wurde er mit 12. April 2018 in der 32. Gesetzgebungsperiode vom Kärntner Landtag entsandtes Mitglied des Bundesrates und war in dieser Funktion ab 2019 Vertriebenensprecher des FPÖ-Parlamentsklubs. Im Juni 2020 wurde sein Rücktritt als Landesparteisekretär der FPÖ Kärnten bekannt. Nach der Landtagswahl 2023 wechselte er mit Beginn der 33. Gesetzgebungsperiode vom Bundesrat in den Landtag und übt ab diesem Zeitpunkt auch die Funktion des Generalsekretärs der FPÖ Kärnten aus. Seit 28. Oktober 2024 ist er auch stellvertretender Klubobmann der freiheitlichen Fraktion im Kärntner Landtag. 
Zur Reform des Meldegesetzes sagte Ofner im Bundesrat:
»Wenn Sie heute den Tag über bei uns dabei waren, dann geht es Ihnen jetzt wahrscheinlich wie mir. Das ist jetzt kein Teil des Debattenbeitrags, aber ich weiß wirklich nicht mehr, ob ich Manderl oder Weiberl bin.«

### Ehrenamtliches Wirken
Im Jahr 2000 übernahm Ofner die musikalische Leitung der Bergkapelle Hüttenberg und übte die Funktion des Kapellmeisters bis zum Jahr 2012 sowie von 2014 bis 2016 aus. In diesen Jahren nahm die Bergkapelle Hüttenberg erfolgreich an zahlreichen Wettbewerben in der Disziplin „Showexerzieren“ teil. Ab 2001 organisierte er die „Orchesterwoche“ sowie die „music-action-days“ in Knappenberg. Von 2003 bis 2005 leitete er als Kapellmeister den EMV Stadtkapelle St. Veit an der Glan und war ab 2003 stellvertretender Bezirkskapellmeister sowie von 2004 bis 2013 stellvertretender Landesstabführer des Kärntner Blasmusikverbandes. Seit dem Jahr 2016 ist Ofner Chorleiter des „MGV Stahlklang Hüttenberg“ sowie in zahlreichen Vereinen als (Vorstands-)Mitglied tätig.